# Pogonatum sinense
Pogonatum sinense är en bladmossart som beskrevs av Hyvönen och Wu Pan-cheng 1993. Pogonatum sinense ingår i släktet grävlingmossor, och familjen Polytrichaceae. Inga underarter finns listade i Catalogue of Life.